# Indépendance du Portugal
L'indépendance du Portugal est accordée en 1139. À ce titre, il possède les plus anciennes frontières d'Europe toujours en vigueur. La seconde indépendance intervient avec la fin de l'Union ibérique, en 1640.

## Formation et Indépendance
Depuis 711, toute la péninsule ibérique, à l'exception des Asturies, est dirigée par les musulmans. Sous le règne de Alphonse Ier (695 - 757) (successeur de Pélage le Conquérant), les seigneurs des Asturies s'emparent des territoires jusqu'au Douro. 
Le royaume de León compte au début quatre divisions: les Asturies, le León, la Galice et la Castille. Chacune est dirigée par un comte. Au fur et à mesure des conquêtes, les terres sont divisées en comtés ou en duchés. En 868, Porto et Braga sont reprises. À partir du IXe siècle, le sud de la Galice forme un comté dynamique autour de sa métropole religieuse, Braga, et de son port Porto. Il porte le nom de Portucale ou Terra portucalensis (pays de Portucale), rappelant le nom latin de Porto (Portus Cale ou Portucale),  cette thèse réfute la thèse de l'étymologie arabe du nom Portugal .
La noblesse qui s'y installe fonde le Condado Portucalense, dirigé par Diogo Fernandes puis ses enfants jusqu'en 1071. De nombreuses incursions au sud du Douro donnent lieu à de nouvelles occupations par de nouveaux seigneurs qui eux-mêmes se rebellent bientôt contre le comte et cherchent à s'émanciper de l'autorité royale.
En 1095, Urbain II lance la première croisade pour libérer les lieux saints et surtout réagir à la menace que représentent les Turcs récemment convertis à l'Islam. Déjà, les réformes grégoriennes appellent à s'unir pour lutter contre toutes les croyances païennes et hérétiques.
C'est dans ce cadre que, en 1095, Alphonse VI de Castille et de León, annexant la Galice et le comté de Portugal, réunifie le royaume. Alphonse VI, marié à Constance de Bourgogne, fait appel à sa belle famille bourguignonne pour l'aider à reconquérir la péninsule. Raymond et Henri de Bourgogne, de la famille royale de France, font partie d'une noblesse en quête de terre et de prestige et répondent favorablement à l'appel.
En remerciement et pour consolider ses liens avec les autres monarchies, il donne à Raymond sa fille Urraque et en fait donc le futur roi de León et de Galice.
À Henri, il donne la main de sa fille, Thérèse de León et le comté de Portugal. Dès lors, celui-ci installe sa cour près de Braga, à Guimarães (considéré depuis comme « berceau » du Portugal). Il continue à prêter serment à Alphonse VI tout en bénéficiant d'une certaine autonomie, et poursuit la reconquête jusqu'au fleuve Mondego.

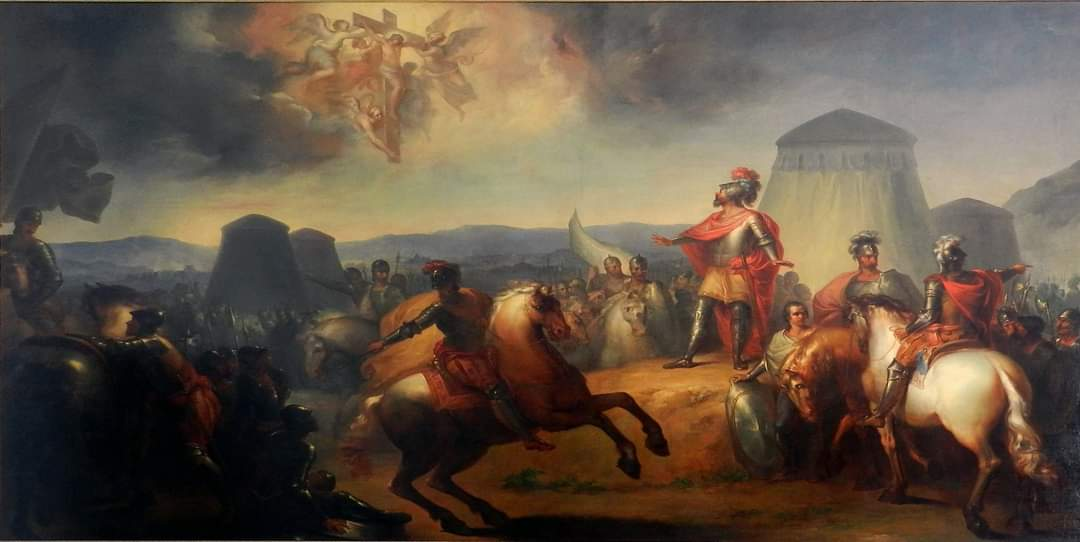
La bataille d'Ourique peinte par Domingos Antonio de Sequeira (1768-1837).

Des circonstances particulières permettent à Henri de prendre son indépendance: la mort du roi Alphonse VI et de son héritier. Urraque Ire de Castille monte alors sur le trône, provoquant des contestations chez ses vassaux. Henri refuse de lui prêter l'hommage et affirme son indépendance. À sa mort, sa veuve Thérèse de León, hérite du comté et poursuit cette politique d'indépendance. Pourtant son rapprochement avec la noblesse de Galice qu'elle réclame en héritage provoque le mécontentement de la noblesse portugaise. C'est alors son fils Afonso Henriques, né à Viseu , soutenu par la noblesse portugaise opposée à cette alliance, qui se révolte contre sa mère — bataille de São Mamede en (1128) — puis contre le nouveau roi Alphonse VII qui finit par en faire son vassal en échange de sa loyauté (traité de Tui en 1137).
En 1139, Afonso Henriques remporte sur les musulmans une bataille historique à Ourique et est proclamé roi par ses troupes sur le champ de bataille. La légende veut que le Christ lui soit apparu pendant la bataille. Cette situation est officialisée par le traité de Zamora (1143) par lequel Alphonse VII reconnaît le royaume du Portugal et son roi Alphonse Ier. Grâce à son habileté politique et guerrière, ce dernier a réussi là où d'autres comtés échouent, et gagne ainsi son indépendance.

## Union ibérique

### Deuxième Indépendance
L’historien Charles Boxer a établi le rôle joué par les Jésuites dans le ralliement des colonies portugaises de Bahia, Macao et Rio de Janeiro à l’insurrection de décembre 1640 contre l’Union ibérique et l’Espagne , dont ces colonies étaient pourtant la justification et les bénéficiaires . 
Aux environs de 1640, les Jésuites se heurtent aux « bandeirantes » de Sao Paulo, au sud du Brésil, chasseurs d'esclaves amérindiens qui en raflent des milliers au Paraguay . Pour avoir voulu protéger ces Amérindiens avec l'appui du roi d'Espagne, les jésuites ont été chassés par les colons de Sao Paulo dès 1640. 
Salvador de Sá, gouverneur de Bahia, qui avait en 1632 « pacifié »  les Calchaquis de San Miguel de Tucumán, est devenu impopulaire en soutenant ces Jésuites, au moment d’un autre échec, celui de  la grande expédition qu’il a organisée en 1639-1640, pour tenter de chasser les Hollandais du Brésil, fédérant à Bahia des forces militaires luso-espagnoles issues de Lisbonne, du Gualdaquivir, des Açores, mais aussi des capitaineries au Sud de Rio de Janeiro. 
En 1640, les Jésuites venaient également d'être définitivement chassés du Japon par la concurrence déloyale des Franciscains et des Dominicains espagnols venus des Philippines. Pour atténuer ces difficultés, ils se sont alors ralliés aux Portugais contre l’Espagne et Salvador de Sá les a suivi ce qui lui coûta de nombreux biens qu'il possédait en Espagne et au Pérou.
En 1647, le Portugal exige de lui qu’il résolve la question de l'occupation hollandaise en Afrique, en dirigeant la flotte qui reconquiert l'Angola et São Tomé et Príncipe. Il devient ensuite gouverneur d' Angola, recevant le 6 août 1650 en récompense un large territoire personnel. Dans les années qui suivent, l’esclavage prend une grande ampleur, les nobles possédant plusieurs milliers d’esclaves et nombre de citoyens portugais au moins une cinquantaine.